# پروسر کریک (کالیفرنیا)
پروسِر کریک یک منطقه متروکه در شهرستان نوادا، ایالت کالیفرنیا میباشد. این منطقه در ۱.۶ کیلومتری جنوب‌غرب بکا واقع شده است. به گفته هنری تی ویلیامز (۱۸۷۶)، فردی که سالها قبل در این مکان صاحب یک هتل بود، این مکان برای اولین بار، در سال ۱۸۷۶ در نقشۀ لایشت-هافمن تاهو ثبت شد.